# 春爛漫の花の色
春爛漫の花の色 （はるらんまんのはなのいろ） は旧制第一高等学校の代表的な寮歌の一つ。正式名称は、第十一回紀念祭西寮寮歌。通称は歌い出しの歌詞によっているが単に「春爛漫」と言う場合が多い。

## 基本データ
- 成立年: 明治34年 （1901年）
- 作詞者: 矢野勘治 （1882年 - 1961年[1]）
- 作曲者: 豊原雄太郎（1880年[2] - 1953年[3]） - 原曲は長調だったが、短調化して広まった。

2011年（平成23年）12月31日に著作権の保護期間を満了。

## 内容
一番二番で季節を歌い、三番で寮を歌う。四番で俗世を憂い、五番六番で自治を歌う。構成としては「嗚呼玉杯」よりも計算されているともいえる。
旋律は長調と短調いずれでも歌われる。また完全にぴょんこ調で歌うかによっても違いがある。各寮歌集等に掲載されている譜面はいずれも相異点があるが、どれが原典に近いかと判断するのは困難である。ただし、五節目を5/4拍子で歌うのは後世の変化であり、当初は4/4の長調で作曲されていた。

## 影響（替え歌など）
同じ旋律を繰り返しているため比較的歌うのが容易であり、女学生の間では、玉杯以上に歌われたという。

### 学校歌
岩手県の福岡高校や一関第一高校、新潟県の三条高校などの校歌が同一旋律である。